# Рожубовичі
Рожубовичі (пол. Rożubowice) — село на Закерзонні в Польщі, у гміні Перемишль Перемишльського повіту Підкарпатського воєводства.
Населення — 311 осіб (2011).

## Розташування
Розміщене недалеко від кордону з Україною. Село розташоване за 9 км на схід від Перемишля та 71 км на схід від Ряшева.

## Назва
В ході кампанії ліквідації українських назв село в 1977-1981 рр. називалося Подґуже (пол. Podgórze).

## Історія
Входило до 1772 р. до складу Перемиського староства Перемишльської землі Руського воєводства.
У 1880 р. село належало до Перемишльського повіту Королівства Галичини та Володимирії Австро-Угорської імперії, в селі було 55 будинків і 322 жителі, а на землях фільварку 5 будинків і 58 мешканців; (307 греко-католиків, 63 римо-католики і 10 юдеїв).
У 1939 році в селі проживало 720 мешканців, з них 570 українців, 140 поляків (разом з Халупками Мединецькими) і 10 євреїв. Село входило до ґміни Поповичі Перемишльського повіту Львівського воєводства.
Наприкінці вересня 1939 р. село зайняла Червона армія. 27.11.1939 постановою Президії Верховної Ради УРСР село у складі повіту включене до новоутвореної Дрогобицької області. В червні 1941, з початком Радянсько-німецької війни, село було окуповане німцями. В липні 1944 року радянські війська оволоділи селом, а не швидше, ніж 1948 рік село зі складу Дрогобицької області передано Польщі. Українців добровільно-примусово виселяли в СРСР.
У 1975-1998 роках село належало до Перемишльського воєводства.

## Демографія
Демографічна структура станом на 31 березня 2011 року:
|          | Загалом | Допрацездатний вік | Працездатний вік | Постпрацездатний вік |
| -------- | ------- | ------------------ | ---------------- | -------------------- |
| Чоловіки | 159     | 35                 | 112              | 12                   |
| Жінки    | 152     | 28                 | 95               | 29                   |
| Разом    | 311     | 63                 | 207              | 41                   |

## Церква
У 1918 р. українці збудували дерев’яну греко-католицьку церкву св. о. Николая. До їх депортації була філіяльною церквою, яка належала до парафії Циків Нижанківського деканату Перемишльської єпархії. До нинішнього дня з церкви залишилися тільки рештки фундаменту.

## Пам’ятки
- Колишній греко-католицький цвинтар поблизу місця, де стояла церква;.